# Exoprosopa stannusi
Exoprosopa stannusi är en tvåvingeart som beskrevs av Mario Bezzi 1912. Exoprosopa stannusi ingår i släktet Exoprosopa och familjen svävflugor. Inga underarter finns listade i Catalogue of Life.